# 경찰청 사람들
《경찰청 사람들 》은 MBC TV에서 1993년 5월 26일부터 1999년 1월 12일까지 방송되었던 범죄 재연극 프로그램이다.

## 역사
1993년 5월 26일 《경찰청 사람들》의 첫 방송되었으며, 매주 수요일 밤 8시에 방영되어 높은 시청률을 기록했다. 1996년 3월 개편에 따라 방송 요일이 수요일에서 화요일 저녁 7시 30분으로 조정되었으며, 동시간대에 편성된 KBS 1TV 《긴급구조 119》 덕분에 자리를 잡을 수 있었다.
그러나 IMF 외환 위기 이후 사회 분위기가 민감해지면서 모방 범죄 논란이 불거졌고, 이로 인해 프로그램의 공정성과 공영성에 대한 비판이 제기되었다. 결국 《경찰청 사람들》은 1999년 1월 12일부로 종영되었다.

## 방송 시간
| 방송 채널 | 방송 기간                         | 방송 시간                            |
| --------- | --------------------------------- | ------------------------------------ |
| MBC TV    | 1993년 5월 26일 ~ 1996년 2월 28일 | 매주 수요일 밤 8시 5분 ~ 9시         |
| MBC TV    | 1996년 3월 5일 ~ 1999년 1월 12일  | 매주 화요일 저녁 7시 30분 ~ 8시 25분 |

## 주요 용의자 해결 사건
아래에 적힌 이름은 모두 가명이다.
- 1996년 10월 29일 공개수배 특집 '용의자를 찾습니다' 생방송에서는 1994년 대구에서 조카와 어머니를 살해하고 달아난 용의자 박원락을 공개수배하였다. 이 프로그램을 보던 부산의 어느 무속인은 자신이 자주 가던 금정산에서 봤던 스님이 바로 박원락임을 알고 경찰서에 신고하였으며, 이에 경찰은 금정산에서 열흘 가까이 잠복수사를 한 끝에 11월 8일 박원락을 격투끝에 검거하였다.
- 1997년 2월 18일자 방송에서는 경상북도 영천시에서 발생한 예금 절취 사건의 용의자가 공개수배되었다. 한적한 농촌의 빈집에 침입하여 예금통장과 도장을 훔친 후 주민등록번호와 전화번호 등의 개인정보를 조합하여 비밀번호를 알아내 총 3800만원 가량을 절취한 사건으로, 농협 CCTV 화면에 찍힌 흐릿한 사진만이 유일한 단서였다. 그러나 방송을 본 시청자의 제보로 용의자의 신원이 정태철로 확인되었고, 수사를 진행하던 도중 칠곡군에서 같은 범행을 시도하던 정태철을 3월 21일에 체포하였다.
- 1997년 6월 24일자 방송에서는 강원도 화천군 평화의 댐 인근 산속에서 부패된채 발견된 여자 변사체의 신원을 수배하였다. 실종시기(1996년 6월경)와 신체적 특성, SHIN S.M이 표기된 항공권 등의 유류품을 방송에 내보냈고, 이를 본 한 제보자가 강원 화천경찰서에 연락하였다. 이에 화천경찰서 형사들이 서울로 출동하여 제보자를 만나 수사에 착수하였고, 그 결과 변사자의 신원이 신수미로 밝혀졌다. 신수미는 서울 송파구 잠실동에서 남동생 신수철과 단둘이 살다가 1996년 6월 초에 실종되었는데, 신수철 역시 이때 이후로 잠적했다는 사실이 확인되었고 화천경찰서는 신수미의 남동생 신수철을 유력한 용의자로 지목, 추적하다가 7월 1일 강릉에서 검거되었다.
  - 경찰 수사 결과 신수철은 신수미의 친구 박연희와 불륜관계에 있었고, 이를 질책하는 신수미에게 술에 만취하여 집기류를 던지다가 그만 둔기를 던져 우발적으로 살인을 하게 되었다. 범행 다음날 아침 술이 깬 신수철은 신수미의 시신을 여행용 가방에 넣고 강원도 화천군에 와서 범행에 사용된 둔기를 먼저 버렸고, 2km를 이동하여 시신을 유기하였다.
  - 그러나 너무 당황한 나머지 신수철은 신수미의 영문 이니셜 SHIN S.M이 표기된 항공권과, 자신이 읽었던 1996년 6월 6일자 신문을 여행가방 속에 그대로 둔채 유기하는 실수를 범하였다.(이후 수사 과정에서 항공권은 시일이 지나 아무런 단서를 제공하지 못하였으나, 신문은 서울, 경기 지역에 배포된 40판이라는 것이 확인되어 피살자의 행적에 대한 최소한의 단서가 되었다.)
  - 그리고 강원도 강릉에서 선배 집에 묵으며 아르바이트를 하던 신수철은 범행 1년이 된 1997년 6월 24일에 MBC 경찰청 사람들에서 신수미의 신원을 찾는다는 방송을 직접 보고 심경이 더욱 불안정해졌으며, 도망칠 기회가 있었는데도 불구하고 계속 죄책감 속에 괴로워하다가 화천경찰서 형사들이 들이닥치자 순순히 검거에 응하였다.
  - 강원지방경찰청은 미궁에 빠진 사건을 해결한데 대해 경찰청 사람들 제작진에 감사패를 전달하였으며, 신수미 피살사건의 전모는 1997년 11월 18일자 방송에서 상세하게 다뤄졌다.
- 1997년 8월 5일자 '용의자를 찾습니다' 방송에서는 대구에서 불륜관계를 가진 유부녀의 남편을 살해한 대구광역시 중구청 소속 양궁선수 주성우와 피해자의 아내 유영숙을 공개수배하였다. 당시 주성우는 선수생활을 하며 달서구의 합숙소에서 지내다 외로움을 느끼던 중 동네 슈퍼마켓의 여주인 유영숙을 알게되는데, 이들은 결국 눈이 맞아 불륜관계가 되었고 이 사실을 안 유영숙의 남편 김영준은 결국 유영숙을 구타하기에 이르렀다.
  - 결국 주성우는 김영준을 만나 담판을 짓기로 하고 1996년 12월 8일 포장마차에서 김영준에게 유영숙과 헤어져달라고 요청했지만 김영준이 이를 거부하자 포장마차 인근의 공영주차장에서 그를 살해한 뒤 트럭을 이용해 달성군 옥포면 구마고속도로(현 중부내륙고속도로지선)의 배수로에 시신을 유기하고 불을 질렀다.
  - 그리고 범행 이튿날 주성우는 경남 창원시의 파출소에서 근무하는 누나에게 살인을 저질렀다고 실토하지만 그녀는 동생이 돈이 필요해서 거짓말을 한다고 생각해 용돈과 통장을 건네주었지만 그후 동생이 연락이 두절되자 경남도경 창원경찰서에 이를 보고하였고 김영준의 아버지 역시 아들과 며느리가 보이지 않아 가출신고를 하였는데, 이듬해 6월, 비가 내리면서 김영준의 시신이 발견되면서 주성우와 유영숙을 공개수배하였으나 별다른 성과 없이 방송이 종영되고 2011년 12월 8일 공소시효가 만료되는 듯 했으나 뜻밖에도 2015년 11월에 중국 상하이 공안국에 주성우와 유영숙이 한국에서 밀항을 해서 중국에 입국했다고 자수하였고 이를 통해 한국에서도 신원조회 결과 1996년 12월 8일 발생한 살인사건의 범인이라는 것이 확인되면서 2016년 1월, 중국에서 추방되어 한국에 입국한 그들은 경찰에 체포되어 압송되었다.
  - 이들은 범행 후 경주시, 군산시, 인천광역시 등지를 돌며 은신하다가 1998년 4월 위조여권을 구입해 일본으로 도주하여 4년간 도피생활을 하였는데 한일월드컵을 앞두고 검문검색이 강화되자 2002년 6월 밀항선을 타고 중국으로 도피하였다. 그렇게 2012년이 되자 이들은 공소시효가 만료되었다고 생각하고는 한국으로 돌아갈 계획을 세웠는데 형사소송법 제 253조에 의거 범인이 처벌을 면피할 목적으로 해외로 도피할 경우 공소시효가 정지된다는 사실을 몰랐던 이들은 중국에서 모았던 재산들을 한국에 몰래 반입하는데는 성공했지만 중국에서 다시 한국으로 돌아올 때 쓸 위조 여권을 구하는 게 여의치 않아 약 3년 정도 귀국 시기를 지체하는 바람에 결국 어리석게도 중국 공안에 밀항을 했다고 자수하는 바람에 극적으로 검거될 수 있었다.
- 1997년 9월 16일자 '용의자를 찾습니다' 방송에서는 경기도 고양시 일대를 돌며 가게 주인을 밖으로 유인하고 다른 공범이 가게에 침입해 돈을 훔치고 달아난 사건을 방송하였다. 단서가 전혀 없어 골치를 앓던 경기 고양경찰서는 마침내 수표를 바꾸기 위하여 은행에 왔다가 CCTV에 찍힌 용의자 2명의 사진을 확보했는데, CCTV 사진만으로 범인을 찾는 것에 대해 의구심을 품고 있었다. 그러던 중 조사를 받던 한 피해자가 "MBC 경찰청 사람들에 공개수배를 하는 게 어떻겠느냐"라고 제안하여 방송에 내보냈는데, 대구에 살던 시청자가 근처 바둑 기원에서 용의자 1명과 유사한 인상착의의 인물을 자주 봤다는 제보를 했고 고양경찰서 형사들이 출동하여 잠복한 끝에 장기석을 검거했다. 이후 절도단의 두목인 공성근 역시 서울에서 붙잡혔다.
  - 이후 계속된 수사 끝에 모두 5명의 용의자가 조직적으로 활동하였다는 사실을 확인한 경기 고양경찰서는 검거되지 않은 정광수, 이종규, 성환철을 1998년 5월 19일자 방송에서 공개수배하려 했으나 실제 방송에서는 이종규와 성환철 두 사람만 공개수배되었다.(이후 검거되었는지 여부는 확인되지 않고 있다.)
- 1997년 10월 21일 경찰의 날 특집 '용의자를 찾습니다' 방송에서는 살인용의자 박옥인, 강도강간 용의자 임승현과 오교신, 신원미상의 어린이 성폭행 용의자 1명, 살인을 저지른 조직폭력배 2명을 공개수배하였다. 방송 직후 박옥인이 경남 통영에서 검거되었고, 임승현-오교신 역시 경기도 화성에서 검거되어 공개수배 방송의 위력을 과시하였다.
- 1997년 12월 2일자 '용의자를 찾습니다' 방송에서는 경남 창녕에서 노파 혼자 있는 집에 침입하여 금품을 훔치고 이불로 얼굴을 덮어 질식사하게 만든 강도살인 용의자를 공개수배하였다. 은행 CCTV 화면에 찍힌 사진만이 유일한 단서였으나, 이 사진을 기억하고 있던 한 시청자의 제보로 범인 박윤표를 12월 13일에 검거하였다.
- 1998년 1월 13일자 '용의자를 찾습니다' 방송에서는 인천 중구의 한 모 은행 지점에서 금고털이로 110억대 전문 금고 털이범으로 기아 세이블(외제 수입차와 동일) 승용차를 몰고 있는 범인 최봉규가 2월 3일 방송을 본 시민에 의해 검거되었다.
- 1998년 3월 24일자 방송 말미에는 강원도 강릉시에서 발견된 토막 변사체의 신원을 수배하였는데, 몽타쥬를 알아본 시청자의 제보로 이틀 만에 피살자와 범인의 신원이 밝혀져 사건이 해결되었다.
  - 범인 조경일은 가출한 아내 최영주를 찾는 과정에서 장모 김영희와 여러차례 다퉜고, 이 과정에서 "죽여버리겠다."라는 협박을 해온 사실이 확인되었다. 이후 조경일은 김영희를 살해하고 강릉 대관령 인근 고속도로변에 토막내 유기하였는데, 경찰청 사람들에 김영희의 몽타주가 방송된 후 강릉경찰서에 걸려온 제보전화로 인해 김영희의 신원이 확인되고 수사 과정에서 가장 유력한 용의자로 조경일이 지목된 것이다.
  - 강릉경찰서의 수사 결과 용의자 조경일은 서울 광진구의 어느 택시회사에 취직하여 택시기사로 일하는 중이었고, 이에 1998년 3월 25일 서울동부경찰서(現 서울광진경찰서)와 공조하여 조경일에 대한 수사를 진행하였다. 이 과정에서 조경일의 월세방 욕실을 수색하다가 핏자국과 머리카락을 발견하였고, 그를 검거하기 위해 택시회사 인근에 형사들이 잠복하고 있었다. 그런데 다음날인 1998년 3월 26일 새벽 조경일이 택시를 몰고 남산터널을 지나다가 마주오던 차와 정면충돌하여 조경일이 사망[2][3]하였고, 범인이 사망함에 따라 사건은 종결되었다. 한편, 미궁에 빠질뻔했던 사건을 해결한데 대해 강원지방경찰청에서는 MBC 경찰청 사람들 제작진에게 1998년 4월 6일에 감사장을 수여하였다.
- 1998년 6월 23일자 '용의자를 찾습니다' 방송에서는 강원도 홍천 - 춘천간 56번 국도변 배수로에서 발견된 여자 변사체의 신원을 수배하였다. 부패가 심하게 진행되어 몽타쥬 작성을 하지 않은 채 뇌수술 흔적 및 치아 보철, 신체적 특징만을 간략하게 내보냈지만 이것을 알아본 피해자 언니의 제보로 방송 직후 피해자의 신원이 서귀연으로 밝혀졌고, 가장 유력한 용의자인 동거남 전영진을 6월 25일 새벽 춘천시 석사동에서 검거하였다.
  - 범인 전영진은 가출한 내연녀 서귀연을 찾던 도중, 그녀의 딸 박지은에게 행방을 물었으나 자신에게 반항하자 박양을 살해하고 경기도 양평군 남한강변에 유기하였다. 그리고 며칠 뒤 집에 돌아온 서귀연과 말다툼끝에 살해하여 춘천 국도변에 유기하였다.
  - 그런데, 그 중에서 박지은의 시체가 3월에 발견되었고, 이는 4월 29일자 공개수배 사건 25시를 통해 방영되었다. 이후 5월 27일 2차 방송에서도 수배되었으나, 쏟아지는 제보에도 불구하고 신원이 확인되지 않아 양평경찰서에서는 계속해서 수사를 진행하고 있었다.
  - 그러던 도중 5월 29일에 춘천 - 홍천간 56번 국도변 배수로에서 서귀연의 변사체가 발견되었고 이것을 6월 23일자 경찰청 사람들에서 수배하면서 바로 전영진이 잡힌 것이다. 춘천경찰서에서 수사를 하던 도중 전영진은 서귀연의 딸인 박지은도 살해하여 양평에 유기하였다고 자백하였고, 사건의 전모가 밝혀지게 되었다.
  - 이로써 강원도에서 발생한 변사체 사건 3건이 모두 경찰청 사람들 방송을 통해 해결되는 진기록이 세워졌다.
  - 지성, 정두홍, 김영호, 서영희, 핑클의 이진 등 이 재연 배우로 활동하기도 했다. 2000년 1월 1일부터 MBC '경찰청 사람들'을 아리랑 TV 영어자막방송을 송출한다.

- 마지막회 -
경찰의 실제사건을 토대로 재연다큐의 장을 열었던 "경찰청 사람들" 1999년 1월 12일로 대단원의 막을 내립니다. 1993년 5월 27일 '짜장면 왔습니다."를 시작으로 1999년 1월 12일 272회 "아내의 길"/"옷깃만 스쳐도" 방송을 마치기까지 크고 작은 사건들을 통해서 우리 사회를 보다 솔직하게 들여다보고자 애썼던 지난 6년이었습니다.
또한 "용의자를 찾습니다"를 통해서 범죄없는 밝고 건강한 사회를 만들기 위해서 노력해왔습니다.
저희 제작진은 앞으로도 범죄없는 사회를 구현하기 위해서 끊임없이 관심을 기울이겠습니다.
그동안 촬영해 협조해주신 경찰관계자 여러분과 "경찰청 사람들"을 아껴주신 시청자 여러분께 진심으로 감사드립니다.

## 출연 배우 유명인
- 김광인
- 김영민
- 김택훈
- 배중식
- 신준영
- 유인석
- 윤갑수
- 고진명
- 김홍수
- 이범우
- 이성호
- 이원종
- 이성용
- 이원하
- 김영호
- 전해룡
- 정종현
- 지대한
- 사준
- 고태산
- 이진목
- 봉두개
- 차영옥
- 성인자
- 탁재훈
- 서현기
- 문경민
- 최효상
- 최민금
- 주부진
- 지성
- 정두홍
- 서영희
- 이진
- 박해일
- 고인범
- 박남현
- 오광록
- 박현숙
- 이얼
- 송송이
- 서성식 (특별출연)[4]
- 김영
- 손광업
- 조영진
- 엄기준
- 이인철
- 신신범
- 신신애
- 민병훈
- 상일환
- 서영탁
- 이종수
- 고은미
- 최홍일
- 정직한
- 김영규
- 최정식
- 오세영
- 이덕근
- 최선
- 함철훈
- 윤병화
- 방형주
- 나순상
- 이은정
- 나재균
- 나경덕
- 문경택
- 엄동환
- 윤석호
- 류홍근
- 유일문
- 성윤영
- 최재영
- 강남진
- 김영길
- 이상희
- 최근제
- 최루시아
- 이선호
- 박진호
- 김거성
- 심재원
- 최재평
- 박정웅
- 주효만
- 조현국
- 양승걸
- 이민재
- 박신영
- 최윤영
- 강성해
- 이윤미
- 채연
- 송승용
- 엄동환
- 이금주
- 나기수
- 맹찬재
- 최성민
- 최창석
- 봉만대
- 이은숙
- 이광석
- 이근우
- 이삼우
- 한춘일
- 윤성훈
- 박수진[5]
- 최영래
- 안진수
- 윤순옥
- 김종섭
- 김옥미
- 안귀녀
- 신정연
- 이영희
- 박윤경
- 현숙희
- 이명숙
- 표철환
- 방극엽
- 김태풍
- 한명환
- 박경은
- 차상미
- 박용호
- 이현주
- 최진호
- 이옥이
- 원종선
- 정소영
- 최성웅
- 이애정
- 안운호
- 김주숙
- 김헌준
- 박순관
- 김용회
- 설태영
- 정영금
- 이종래
- 이형주
- 유재익
- 공재원

## 주요 특집편 고정 진행자
- 손석희
- 정혜정
- 김창옥
- 최불암
- 유인촌
- 임성훈
- 한선교
- 이수만
- 나순상
- 박신영
- 지대한
- 김영규

## 멘트
| “ | 이 프로그램은 경찰의 실제 사건기록을 토대로 제작되었으며, 경우에 따라 대역과 가명을 사용하였습니다. | ” |
|   | — 오프닝 내레이션                                                                                   |   |

## 시청률
당시, 시사교양 프로그램 재연 부문은 시청률 20 ~ 30% 내외로 기록하였다.

## 참고 사항
- 드라마 《열혈사제》 7 ~ 8회 중의 경찰청 사람들 테마곡으로 삽입되었다.
- 당시 연예인 데뷔 직전이었던 정준하는 해당 프로그램의 제작진 중에서 2회부터 14회까지 섭외 담당 스태프로 근무하였다.

## 경쟁 프로그램
- 긴급구조 119 (KBS)